# ورزشگاه آتاترک ازمیر
استادیوم آتاترک ازمیر، یک استادیوم المپیک در شهر ازمیر ترکیه است. این استادیوم در سال ۱۹۷۱ برای بازی های مدیترانه ساخته شده بود. با گنجایش ۵۱۳۳۷ نفری دومین استادیوم المپیک در ترکیه است. برای دو و میدانی، مساحت ۸ هزار متر مربع در نظر گرفته شده است، که این در ترکیه بزرگترین استادیوم ورزشی دو و میدانی به حساب می آید. در سال ۱۹۸۰، استادیوم آتاترک ازمیر میزبان بازی های ورزشی کشورهای اسلامی بود. استادیوم به دلیل برگزاری بازی های تابستانی دانشگاهی در سال ۲۰۰۵ که در ازمیر برگزار شد، بازسازی شد.

## نگارخانه

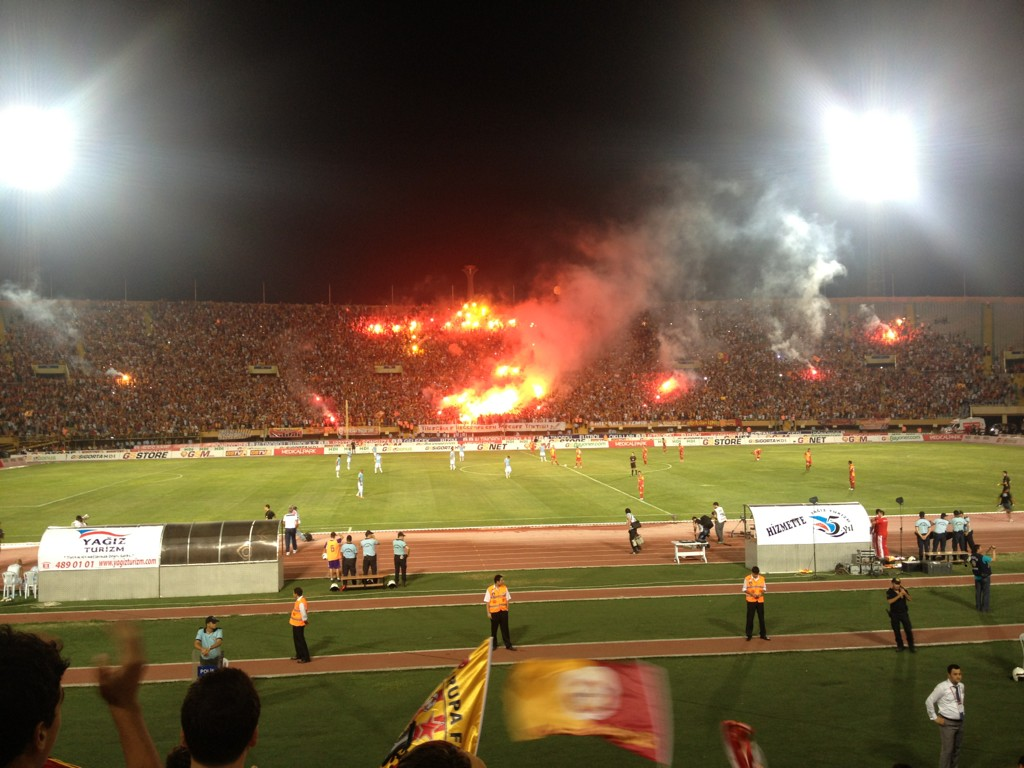
تصویری از بازی گالاتاسرای لاتزیو
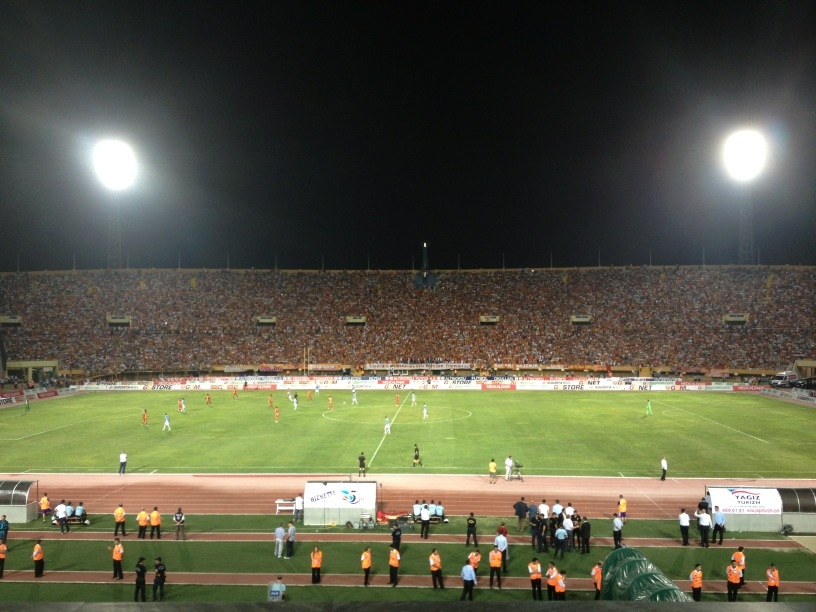
تصویری از بازی گالاتاسرای لاتزیو در استادیوم آتاترک در ازمیر